# Marathon van Dubai 2002
De marathon van Dubai 2002 vond plaats op vrijdag 11 januari 2002. Dit was de derde editie van dit evenement dat werd gesponsord door Samsung.
De wedstrijd bij de mannen werd voor de derde achtereenvolgende keer gewonnen door de Keniaan Wilson Kibet. Met zijn 2:13.04 bleef hij boven het parcoursrecord van 2:12.21 dat hij in 2000 liep. Kibet finishte voor zijn landgenoten David Mutua en William Musyok. De Oegandees Jassim Abbas Ali finishte in een nationaal record van 2:23.42. Bij de vrouwen streek de 19-jarige Russische Albina Ivanova met de hoogste eer en finishte wel in een parcours record van 2:33.31.

## Uitslagen

### Mannen
| rang   | naam            | land | tijd    |
| ------ | --------------- | ---- | ------- |
| Goud   | Wilson Kibet    | KEN  | 2:13.04 |
| Zilver | David Mutua     | KEN  | 2:13.16 |
| Brons  | William Musyoki | KEN  | 2:13.28 |
| 4      | Samuel Kimaiyo  | KEN  | 2:13.38 |
| 5      | John Mutai      | KEN  | 2:13.56 |
| 6      | David Kariuki   | KEN  | 2:14.50 |
| 7      | Thabiso Moqhali | LES  | 2:18.27 |
| 8      | Kennedy Momanyi | KEN  | 2:18.29 |
| 9      | Simon Mrashani  | TAN  | 2:20.00 |
| 11     | Sergey Fedotov  | RUS  | 2:22.10 |
| 13     | Haji Adilo      | ETH  | 2:27.36 |
| 14     | Runar Höiom     | SWE  | 2:28.39 |
| 17     | Kaesa Tadesse   | ENG  | 2:34.20 |

### Vrouwen
| rang   | naam            | land | tijd    |
| ------ | --------------- | ---- | ------- |
| Goud   | Albina Ivanova  | RUS  | 2:33.31 |
| Zilver | Abeba Tolla     | ETH  | 2:37.38 |
| Brons  | Irina Bogacheva | KGZ  | 2:39.18 |
| 4      | Gitte Karlshøj  | DEN  | 2:40.45 |
| 5      | Wioletta Uryga  | POL  | 2:42.01 |
| 6      | Jane Kariuki    | KEN  | 2:46.43 |

2000 ·
2001 ·
2002 ·
2003 ·
2004 ·
2005 ·
2006 ·
2007 ·
2008 ·
2009 ·
2010 ·
2011 ·
2012 ·
2013 · 
2014 · 
2015 ·
2016 ·
2017